# Шишмановски манастир
Шишмановският манастир „Успение Богородично“, известен още и като Чамурлийски манастир, е православен манастир в Район Панчарево, Столична община.

## Местоположение
Намира се в Септемврийски рид, на 13 км от Самоков и в близост до язовир „Искър“, който се вижда от възвишенията над манастира. Името му е свързано с някогашното село Шишманово, в миналото носило името Чамурлии.

## История
Днешният манастир е изграден през 1927 г. от местни селяни. В миналото там е имало друг, по-стар манастир, датиращ от времето на Втората българска държава, който турците опожаряват при изтеглянето си от българските земи.
Църквата на манастира е еднокорабна и едноапсидна. До входа ѝ са издигнати паметник в памет на загинал в землището на Чамурлии през 1877 г. по време на Освободителната Руско-турска война капитан от 123-ти Козловски полк, както и на български войници от Шишманово, дали живота си в Балканските войни.
Откъм южната ѝ страна има камбанария, в близост се помещава и магерницата. На известно разстояние срещу входа на църквата има постройка около аязмото, за което преданието гласи, че ако преди изгрев слънце се запали свещичка в храма и се измоли желание, а после се отпие от изворната вода, желанието се сбъдва. На поляната около църквата има красиво направени постройки за пикник с дълги дървени маси за посетители.
През 1985 г. е изградена и чешма в памет на руските войници, паднали в боя при местността Рошава могила на 26 декември 1877 г. за освобождението на Самоков и Шишманово от османско владичество.

## Храмов празник
Храмовият празник е всяка последна неделя от август.

## Галерия
- Шишмановският манастир
- Интериор на църквата на манастира
- Аязмото на манастира